# Principio de individuación
El principio de individuación (en latín, principium individuationis, de individuare, que a su vez proviene de individuus: indivisible) designa aquello que condiciona y posibilita la individualidad y concreción de cada ente y que explica la pluralidad y diferenciación de los individuos, que se abstrae especialmente frente a la concepción del mundo, la realidad o el universo como un todo indiviso.

## Definición de la individuación
La individuación designa:
- la particularización de lo universal, unitario, en el ser singular (por ejemplo, la particularización de la sustancia del universo en las cosas singulares; la de la humanidad en los pueblos y seres humanos singulares)

- el proceso de autorrealización del hombre (devenir "yo" en sí mismo), en el curso del cual se forma la consciencia de individualidad propia y su carácter distintivo ante la alienación.

## La cuestión de la pluralidad en relación con el principio de individuación
La cuestión del principio de individuación se vuelve un problema en todas las filosofías que no reconocen que la realidad objetiva existe fundamentalmente gracias a las formas concretas e individuales, en la medida en que sobrevaloran lo universal como lo original y lo consideran como el auténtico núcleo del ser de lo ente. Para estas doctrinas surge forzosamente la cuestión de cómo sucede que las especies o géneros no existen como tales, sino que más bien lo hacen en la forma de una más o menos grande pluralidad de individuos. El principio de individuación da respuesta a eso. Contesta, pues, a la cuestión: ¿Qué se tiene que añadir en lo ente a lo universal que se capta en el concepto para que llegue a ser algo singular y concreto?
Las filosofías que en cambio sólo ven realidad en las formas concretas e individuales, eluden la cuestión de la individuación pero tropiezan inevitablemente con otra, que consiste en explicar cómo y por qué nunca percibimos lo concreto sino en el seno de lo universal, la pluralidad conteniendo la unficación de las cosas en categorías universales como los conceptos y las generalizaciones (ser humano o persona, vaca o perro, sucesión o propiedad de una cosa son abstracciones, conceptos o géneros).

## Explicación de la relación de lo universal con lo singular en Aristóteles
La cuestión del principio de individuación jugó un importante papel en la metafísica de Aristóteles y en los sistemas de la Escolástica medieval así como de la Neoescolástica tanto moderna como contemporánea, que se construyeron sobre aquella.
Aristóteles había disminuido la separación de lo universal y lo singular de la filosofía de Platón y había devuelto lo universal a las cosas. Como, sin embargo, no pudo lograr una concepción correcta acerca del modo como se haya de pensar la relación entre lo universal y lo singular en las cosas, desarrolló su esquema de materia y forma (hilemorfismo), que, en último término, no superaba el fallo fundamental de la doctrina platónica. Así, concibió la individuación como synolon, como una composición de forma y materia. Avicena especificó esta conexión en su Metafísica: Cum enim materia sola principium sit individuationis et nihil sit singulare nisi materia vel per materiam ... omnes formas potentia est in materia et per motum educi de ipsa («Dado que el principio de individuación reside sólo en la materia y nada se singulariza si no es en la materia o a través de ella, ...la potencia reside en la materia de muchas formas y se genera a partir de ella mediante el movimiento»). De este modo, la «Idea» platónica se convertía en el concepto de la «forma» y permanecía la particularización de lo universal así como su universal posición superior y su sobrevaloración. En estas circunstancias, tenía que presentarse el siguiente problema:

### Sobre la composición de forma y materia
Si el género universal se deriva de la forma, ¿a dónde hay que remontar, entonces, la pluralidad de los objetos que caen bajo ese género? A esta cuestión respondió Aristóteles: es la materia la que condiciona la individuación. Cada ente es un compuesto de forma y materia, donde la primera vale como lo universal y la segunda por lo individual. Esta concepción ya en su época suscitaba considerables dudas, ya que no se comprendía cómo la materia, en cuanto pura potencia y por ende completamente indeterminada, podía llevar a cabo la individuación. Sumando a esto el que dicha concepción acarreaba considerables consecuencias relativas al valor de la persona humana, surgió en la época siguiente, sobre todo en el Medievo, una larga e intensa polémica sobre el principio de individuación.

## Evolución de las posiciones sobre el principio de individuación
En esta controversia, que naturalmente se relacionaba estrechamente con la polémica de los universales, se defendieron esencialmente las siguientes concepciones:

### Concepción en Tomás de Aquino
- 1.º, la posición de santo Tomás de Aquino y sus seguidores, que en principio seguían las doctrinas de Aristóteles y veían el principio de individuación en la materia signata vel individualis («concreta o individual»), la materia dotada de relaciones de extensión y magnitud determinadas. La materia sensibus signata («la materia concreta de los sentidos») es individuationis et singularitatis principium («principio de la individuación y la singularidad»). Y formae, quae sunt receptibiles, in materia individuantur per materiam, quae non potest esse in alio. Materia non quomodolibet accepta est principium individuationis, sed solum materia signata («las formas, que son capaces de ser recibidas, se individúan en la materia por la materia, que no puede serlo [recibida] en otro. El principio de individuación no es percibido en cualquier materia, sino sólo en la materia concreta.»)[2]

### Concepción en Buenaventura
- 2.º, la posición de la antigua escuela franciscana, en Alejandro de Hales y san Buenaventura). Según Buenaventura, la base de la individuación no puede ser ni un sustrato indeterminado, próximo a la nada, ni un accidente como la cantidad. La individuación se deriva del enlace fáctico de materia y forma (para él, la materia es el hoc esse y la forma el aliquid esse) y su recíproca potenciación: Individuatio est ex communicatione materia cum forma («la individuación surge de la comunicación de la materia con la forma»). De este modo, la individualidad numérica se funda en la materia y la individualidad cualitativa, en la forma. Intentó reforzar esta concepción admitiendo una diversidad de formas para lo ente y enseñando que la materia es totalmente indeterminada.

### Concepción de la forma determinante como fundamento de la individuación
- 3.º, la posición de aquellos que ven el principio de individuación en la forma y, en correspondencia con ello, admiten una pluralidad de las formas (es decir, de las ideas individuales): Enrique de Gante (el Doctor solennis), Roger Bacon, Richard von Middletown. En lo específico de esta posición en Duns Scotus, es la forma la que condiciona la individualidad. La forma de la «quididad» (quidditas) se vuelve la forma de la «ecceidad» (haecceitas). Y unitas individui consequitur aliquam entitatem aliam determinantem istam, et illa faciet unum per se cum entitate naturae («La unidad del individuo busca a alguna otra entidad para delimitarse, y se hará una por sí misma al lado de dicha entidad de la naturaleza»).

### La concepción de los nominalistas
- 4.º, la posición de los nominalistas (Roscelin de Compiègne, Durand de St. Pourcain, Guillermo de Ockham y su escuela), que enseñaban que el fundamento de la individuación reside en los entes singulares mismos. Sencillamente, sólo se da lo individual y lo singular. Con esta concepción, no obstante, la cuestión del principio de individuación quedaba, en la práctica, sin objeto. Esto fue subrayado expresamente por diferentes nominalistas (Durand von St. Pourcain, Petrus Aureolus –doctor facundus–). El problema del principio de individuación sería una pregunta mal formulada. La pregunta no es: ¿Qué hay que añadir en el objeto a lo universal para que se vuelva individual?, sino, a la inversa: en principio, lo que hay es lo singular, y se puede preguntar cuál es el fundamento de lo universal, qué nos autoriza a hablar de los objetos, en principio individuales, bajo la forma de la universalidad.

## Evolución de la cuestión del principio de individuación en el Renacimiento
La discusión en torno al principio de individuación, dicho de otro modo, sobre el problema de lo singular (esto es, de lo individual) oculto tras aquella, prosiguió en la filosofía del Renacimiento. Fueron sobre todo Francisco Suárez, Nicolás de Cusa, Giordano Bruno, Agrippa von Nettesheim, Jan Baptista van Helmont, Franciscus Mercurius van Helmont, Paracelso y Valentin Weigel quienes discutieron el problema, acentuando cada vez con más énfasis la autonomía y el valor de lo individual y haciendo retroceder la sobrevenida sobrevaloración de lo universal y su separación metafísica de lo singular.

## Concepción en Leibniz
Una culminación y al mismo tiempo una cierta conclusión de esta discusión la representaron las doctrinas de Leibniz. En su escrito Über das Individuationsprinzip (Sobre el principio de individuación, 1663), discutía con las concepciones precedentes y mostró que únicamente los nominalistas señalaban la vía correcta, mientras que todos los demás intentos de solucionar el problema no resistían la crítica. La solución del problema residía, para Leibniz, en reconocer que en realidad sólo existen individuos, y que uno no busca el fundamento de la individuación en alguna parte de las cosas, sino que se consideran los objetos como individualizados en razón de su entidad conjunta. Su principio, pues, rezaba: 
- «Cada individuo se individualiza por su entidad total».

## Concepción en Schopenhauer
Después de que la problemática en torno al principio de individuación, por lo menos bajo este término, hubiera quedado desplazada y olvidada, Schopenhauer recuperó, en su obra El mundo como voluntad y representación (1818), el principium individuationis desde un nuevo enfoque.
Kant había criticado la doctrina de Leibniz expresada en el principio de identidad de los indiscernibles, según la cual de la identidad de las determinaciones conceptuales se sigue la identidad en el ser: para Kant, en efecto, basta la diferente posición en el espacio y el tiempo para afirmar la diferencia de los seres. De este modo, Kant devolvía a la intuición o percepción las prerrogativas que el intelectualismo leibniziano le había quitado. Siguiendo esta idea, Schopenhauer recupera el término escolástico del principium individuationis para designar precisamente a esas dos formas puras que condicionan todo el mundo intuitivo (fenoménico). He aquí el modo como se introduce el término en la obra de 1818:

«Tomando una expresión de la antigua Escolástica, denominaré el tiempo y el espacio el principium individuationis (...). Pues el tiempo y el espacio son lo único por lo que aquello que es igual y una misma cosa según la esencia y el concepto aparece como diferente, como pluralidad en yuxtaposición y sucesión: ellos son, por lo tanto, el principium individuationis, el objeto de tantas cavilaciones y disputas de los escolásticos, que encontramos reunidas en Suárez (Disp. 5, sect. 3).»

En algunas ocasiones, Schopenhauer, entre las condiciones del fenómeno expresadas por el principio de individuación, añade al tiempo y el espacio además la causalidad y en general el principio de razón suficiente.
Ahora bien, la auténtica novedad introducida por Schopenhauer consiste en que da un nuevo giro al problema al insertar el principio de individuación en un contexto ético. Tal como lo expone el intérprete Alexis Philonenko:

«La reflexión sobre la diferencia nos introduce en una dialéctica bien común: se trata de este sentimiento desgarrador, la piedad, que más allá de las formas del tiempo y del espacio, nos permite superar el marco trascendental e instaurar "en nosotros sin nosotros" una comunión con el otro. Schopenhauer querrá ver ahí el principio de su moral».

En efecto, la virtud por excelencia en el sistema ético schopenhaueriano, la piedad o compasión (Mitleid), consiste precisamente en la capacidad de ver más allá del principio de individuación, aquel que nos presenta como diferentes y radicalmente separados. Por el contrario, el egoísmo consiste en aferrarse o no saber desprenderse del principium individuationis y tratar de someter a los demás fenómenos (incluidas las otras personas) a la propia voluntad. Este egoísmo en el terreno práctico se relaciona con lo que Schopenhauer llama «egoísmo teórico» (solipsismo), en el cual el sujeto se considera lo único en el mundo que posee auténtica realidad, mientras que todo lo demás son meros fantasmas.